# Journal of the Indian Botanical Society
Journal of the Indian Botanical Society (abreviado J. Indian Bot. Soc.) fue una revista científica con ilustraciones y descripciones botánicas que fue publicada en Madrás desde 1924 hasta 1975. Fue precedida por J. Indian Bot..